# Leona Sabolek
Leona Sabolek (Sarajevo, 2. studenoga 1950.) je hrvatska pjesnikinja i novinarka iz BiH.
U Osijeku završila osnovnoškolsko i gimnazijsko školovanje. Diplomirala na prirodno-matematičkom fakultetu i odslušala poslijediplomski studij na Filozofskom fakultetu u Sarajevu. Od 1993. do 1998. djelovala u Madžarskoj kao književnica i novinarka. 
Djela: Poje, sija (zajednička zbirka pjesama, 1977.), Traka za sužnja (samostalna zbirka pjesama, 1978.). 